# Fannia penepretiosa
Fannia penepretiosa är en tvåvingeart som beskrevs av Chillcott 1961. Fannia penepretiosa ingår i släktet Fannia och familjen takdansflugor. Inga underarter finns listade i Catalogue of Life.